# Lijst van weg- en veldkapellen in Tubbergen
Dit is een onvolledige lijst van veldkapellen in de gemeente Tubbergen. Kapelletjes komen vooral in het zuiden van Nederland voor en werden dikwijls gebouwd ter verering van een heilige. In andere delen van Nederland zijn ze zeldzamer.
| Kapel                             | Adres                            | Plaats          | Bouwperiode | Architect | Foto |
| --------------------------------- | -------------------------------- | --------------- | ----------- | --------- | ---- |
| Heilig-Hartkapel                  | Lansinkweg (Kroezeboom)          | Fleringen       |             |           |      |
| Maria, Koningin van de Vredekapel | Wanmakersweg-Manderveenseweg     | Manderveen      | 2000        |           |      |
| Mariakapel                        | Frederikus Johannes Groothuisweg | Reutum          | 1988        |           |      |
| Mariakapel (Boomkapel)            | Oldenzaalseweg                   | Tubbergen       |             |           |      |
| Maria, onze Hoopkapel             | Tumuliweg-Beekzijdeweg           | Vasse-Beekzijde | 2000        |           |      |
| Maria, Bron van Levenkapel        | Hooidijk                         | Vasse-Hezingen  | 2000        |           |      |
| Moeder Godskapel                  | Uelserweg-Plasdijk               | Vasse-Mander    | 2000        |           |      |